# Estação Cidade Universitária
A Estação Cidade Universitária é uma estação ferroviária pertencente à Linha 9–Esmeralda, operada pela ViaMobilidade. Está localizada no distrito de Alto de Pinheiros, na zona oeste de São Paulo. Já a USP, cujos estudantes seriam o principal público da estação, está localizada no distrito vizinho do Butantã, no lado oposto da Marginal do Rio Pinheiros.

## História

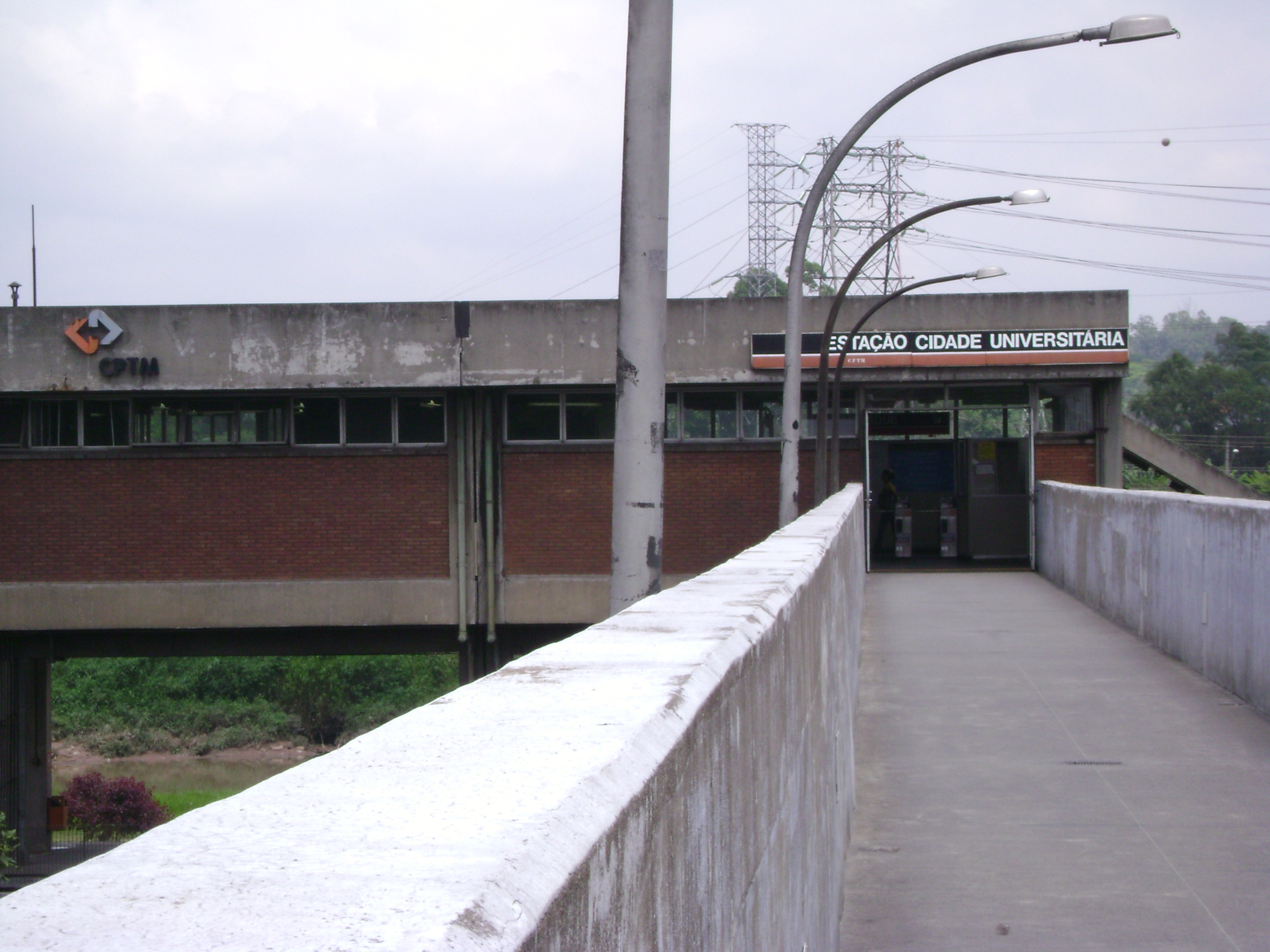
Prédio original da estação Cidade Universitária em 2008 (antes da reforma)

A Estrada de Ferro Sorocabana criou a estação entre as décadas de 1950 e 1960 no local. Ela foi desativada na década de 1970 pela FEPASA, com a reformulação da Linha Sul.
A estação atual foi construída pela FEPASA para atender os alunos da Universidade de São Paulo, sendo inaugurada em 4 de abril de 1981. Em 1996, a CPTM assume a administração das linhas do trem metropolitano da FEPASA, incluindo esta estação. Foi reformada e reentregue em 28 de março de 2010. Entre 28 de agosto de 2000 e 9 de setembro de 2011 esteve integrada à Estação Vila Madalena do Metrô através do serviço da Ponte Orca.
Em 20 de abril de 2021, foi concedida para o consórcio ViaMobilidade, composto pelas empresas CCR (atual Motiva) e RUASinvest, com a concessão para operar a linha por trinta anos. O contrato de concessão foi assinado e a transferência da linha foi realizada em 27 de janeiro de 2022.

## Obra de arte
A estação possui desde 2021 em seu acesso um mural em homenagem ao poeta Haroldo de Campos, que possui alguns versos seus e imagens do fotógrafo Bruno Giovannetti. Este painel estava desde 2018 na estação Vila Olímpia, mas foi realocado durante as obras de sustentabilidade feitas naquela estação. Nele, há uma espécie de jogo, na qual espectadores devem associar os versos do poema à fotografia correspondente, sendo, de certa forma, uma obra interativa.

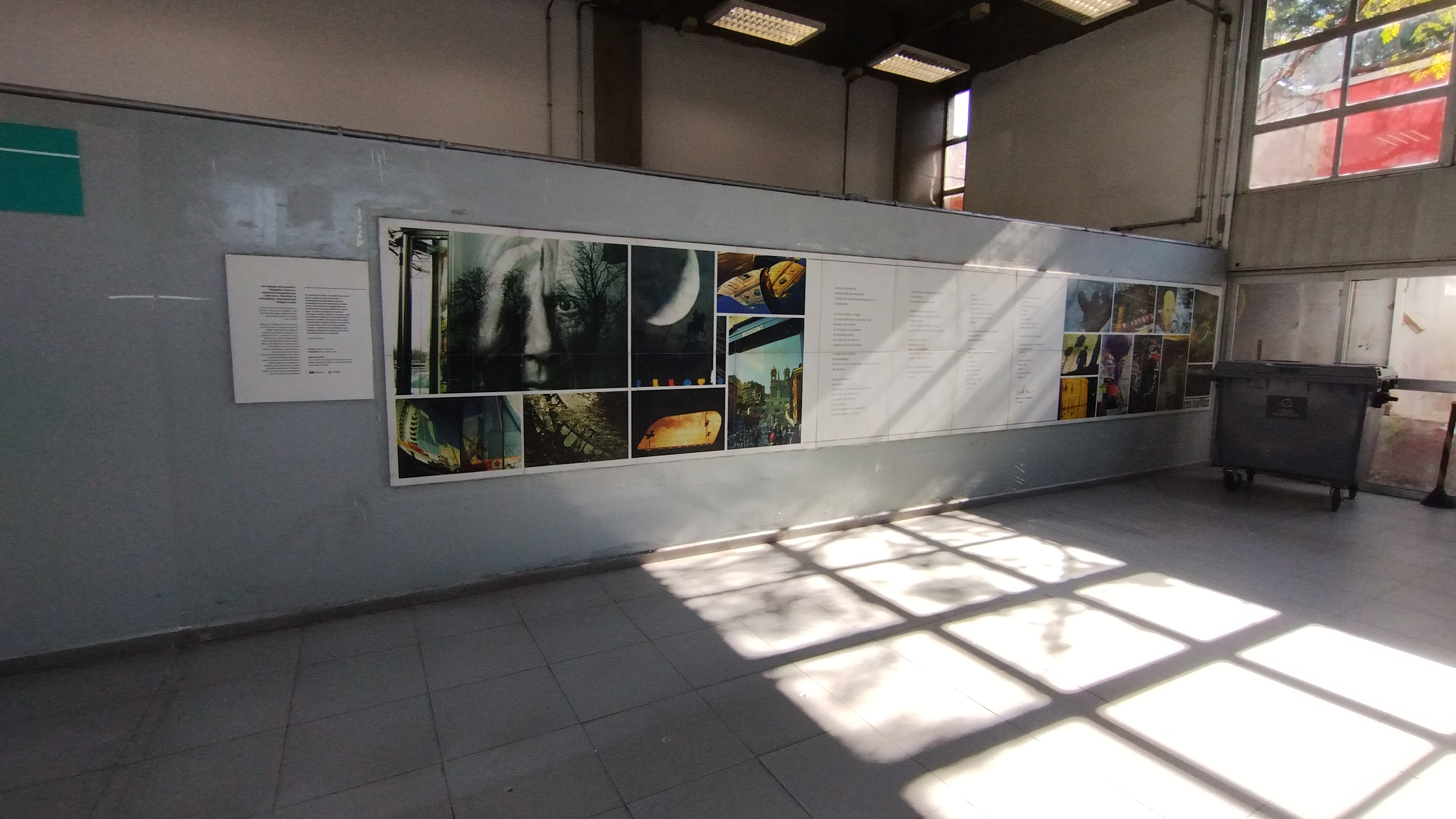
Panorama geral do painel
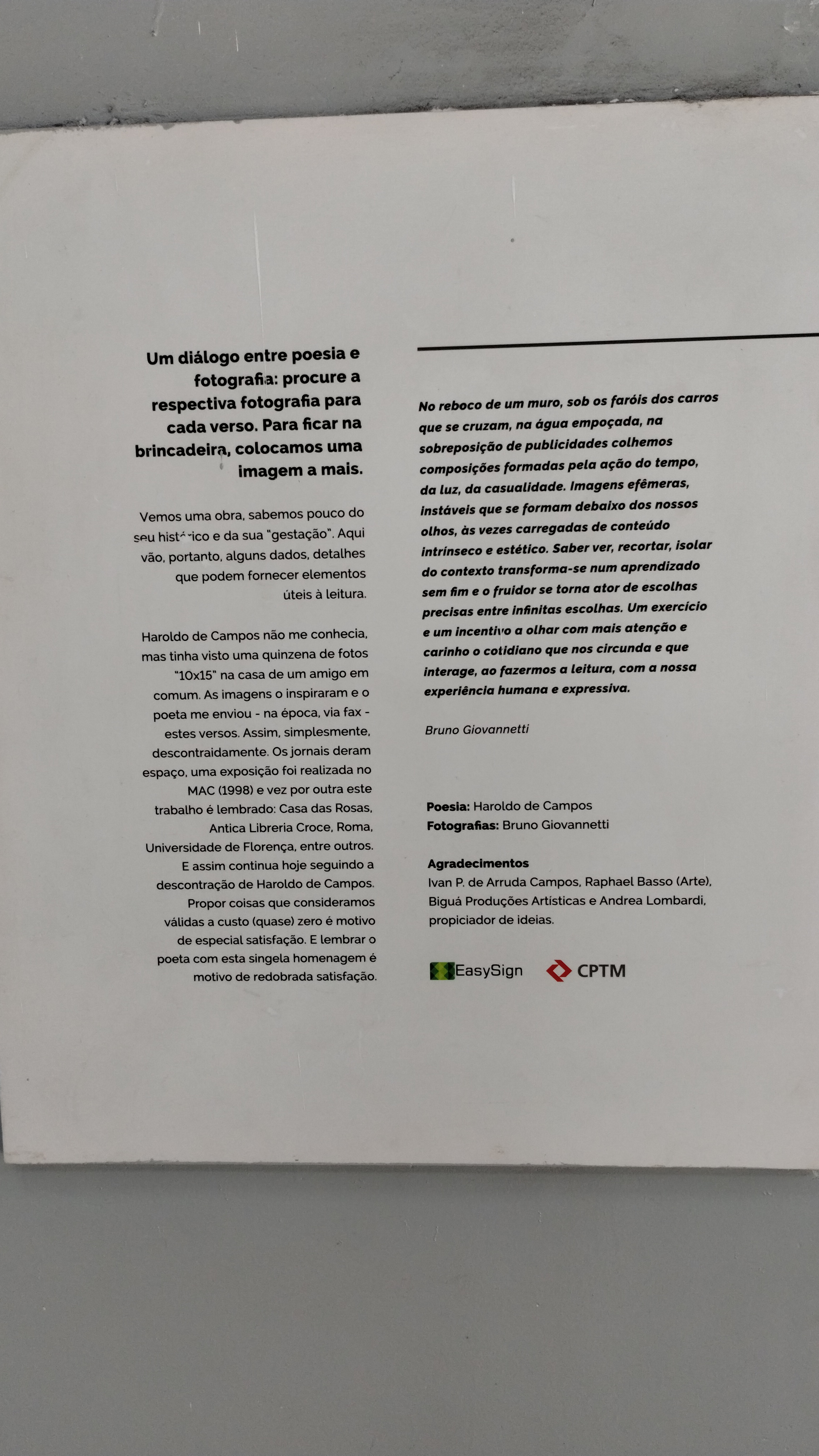
Descrição do projeto
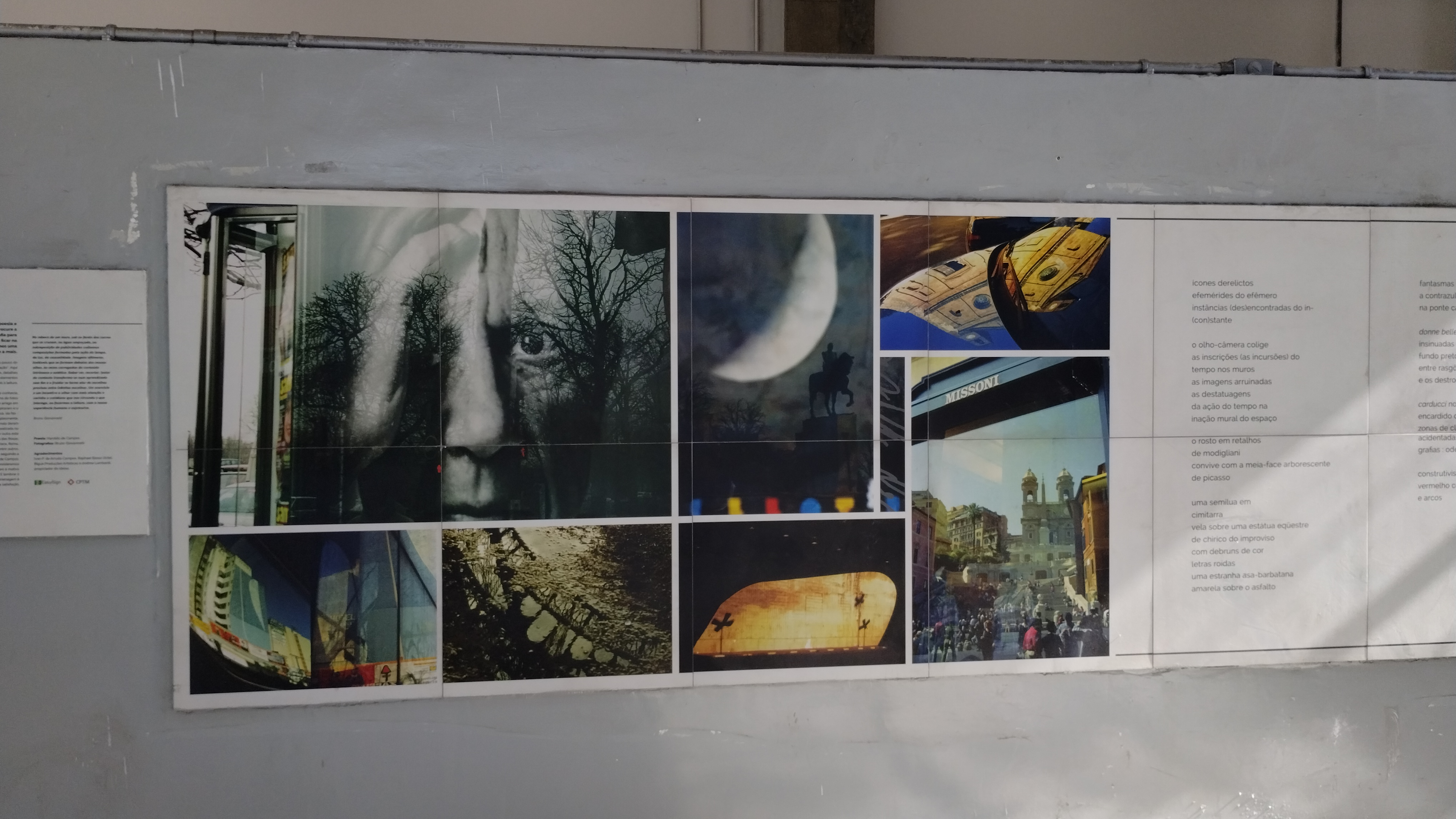
Primeira parte das fotografias
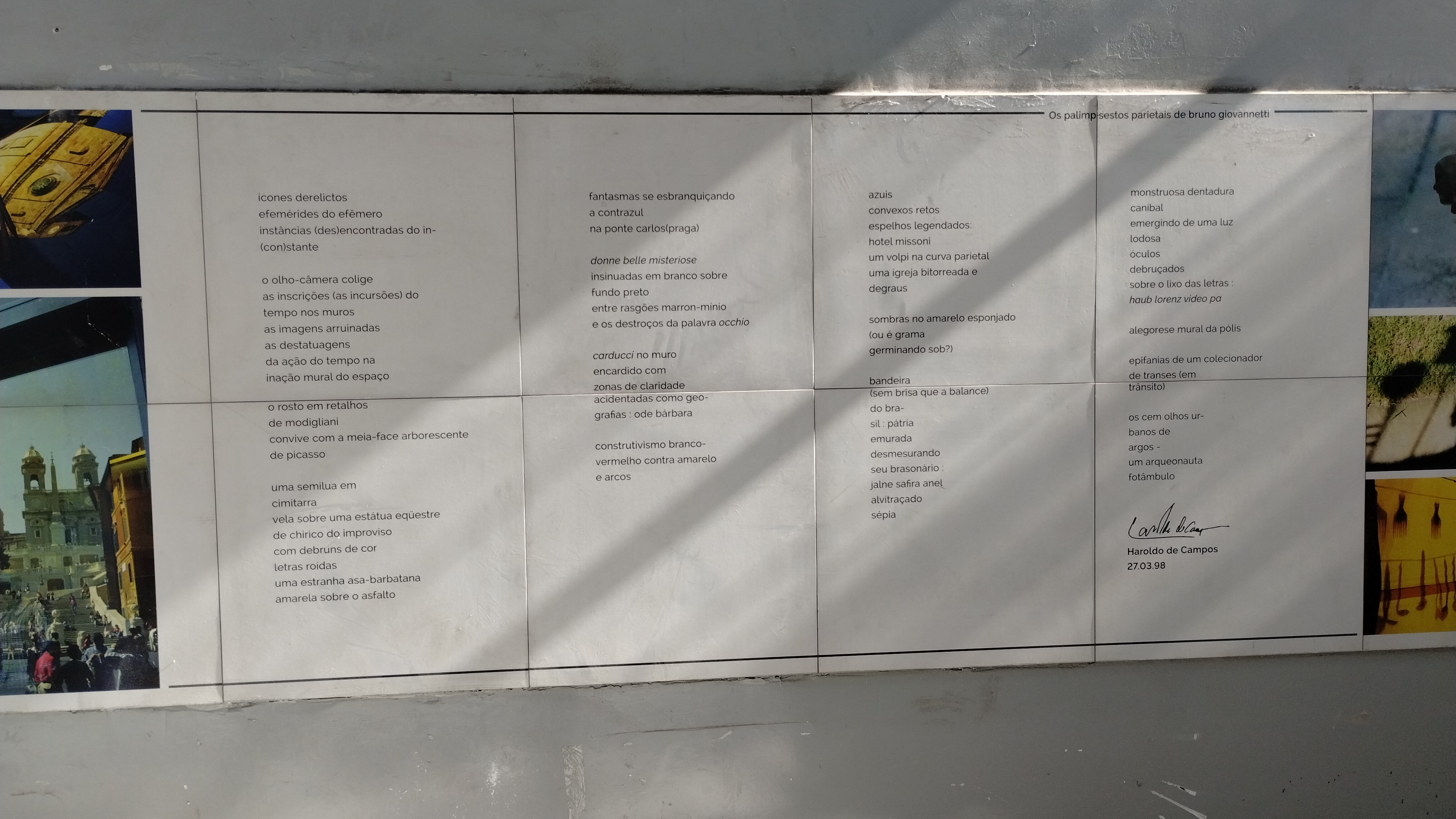
O poema
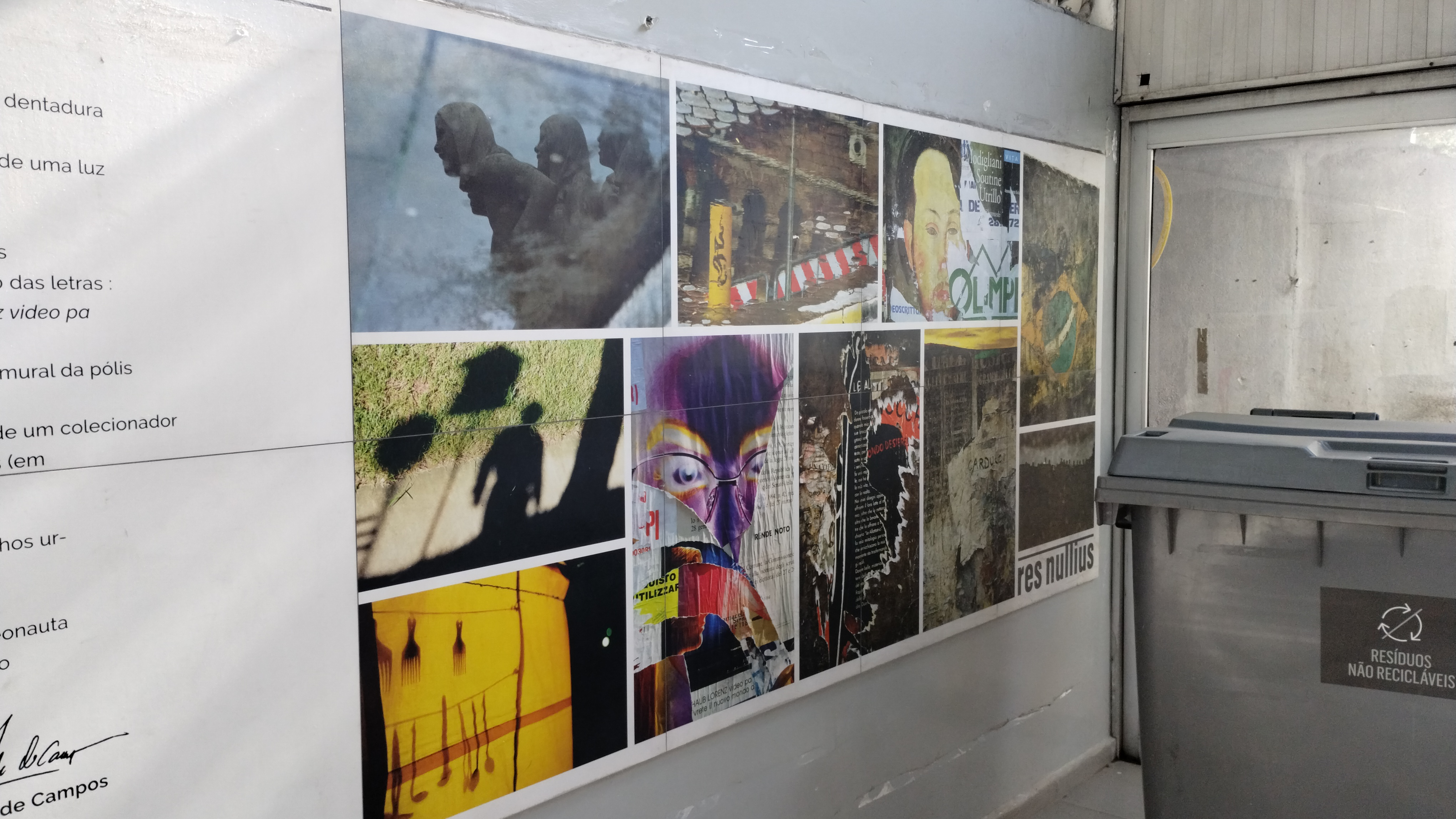
Segunda parte das fotografias

## Tabela
| Sigla | Estação              | Inauguração        | Integração               | Plataforma | Posição    | Notas                          |
| ----- | -------------------- | ------------------ | ------------------------ | ---------- | ---------- | ------------------------------ |
| USP   | Cidade Universitária | 4 de abril de 1981 | Bilhete Único da SPTrans | Central    | Superfície | Estação construída pela FEPASA |